# سینمای نروژ
سینمای نروژ (نروژی: Norsk film) به صنعت فیلم و فیلم‌های تولید شده در نروژ اشاره دارد. نروژ در برخی دوره‌ها، صنعت فیلم‌سازی و فیلم‌های قابل توجهی داشته‌است. اولین فیلم ساخته شده در داخل نروژ، فیلم کوتاه «خطرهای زندگی یک ماهیگیر» در ۱۹۰۷ است. در ۱۹۳۱، تانکرد ایبسن (نوه هنریک ایبسن) اولین فیلم بلند ناطق را ساخت. در طول دهه ۱۹۳۰، او صنعت فیلم کشور را تحت سلطه فیلم‌هایش داشت. او بیشتر فیلم‌هاش را بر اساس ملودرام‌هایی به سبک هالیوود می‌ساخت.
در اوایل قرن بیست و یکم، برخی از کارگردانان نروژی این شانس را داشتند که به هالیوود بروند و فیلم‌های مستقل بسازند. در سال ۲۰۱۱، ۹۰۰ فیلم در سینمای نروژ ساخته شد که سه برابر فیلم‌های تولید شده در پانزده سال پیش از آن بود.
برخی از کارگردانان مطرح نروژ عبارتند از اریک گوستاوسون، بنت هامر، ینس لین، آرنه اسکوئن، لیو اولمان (بازیگر و کارگردان) و هارالد زوارت.
از فیلم‌های سینمای نروژ می‌توان به بی‌خوابی، کمربند شکارچی، مسابقه بزرگ در پینچ‌کلیف، نه زندگی و پان اشاره کرد.